# Morinda officinalis
Morinda officinalis (en chino, 巴戟天; pinyin, 'ba ji tian') es una especie de planta medicinal del género Morinda.

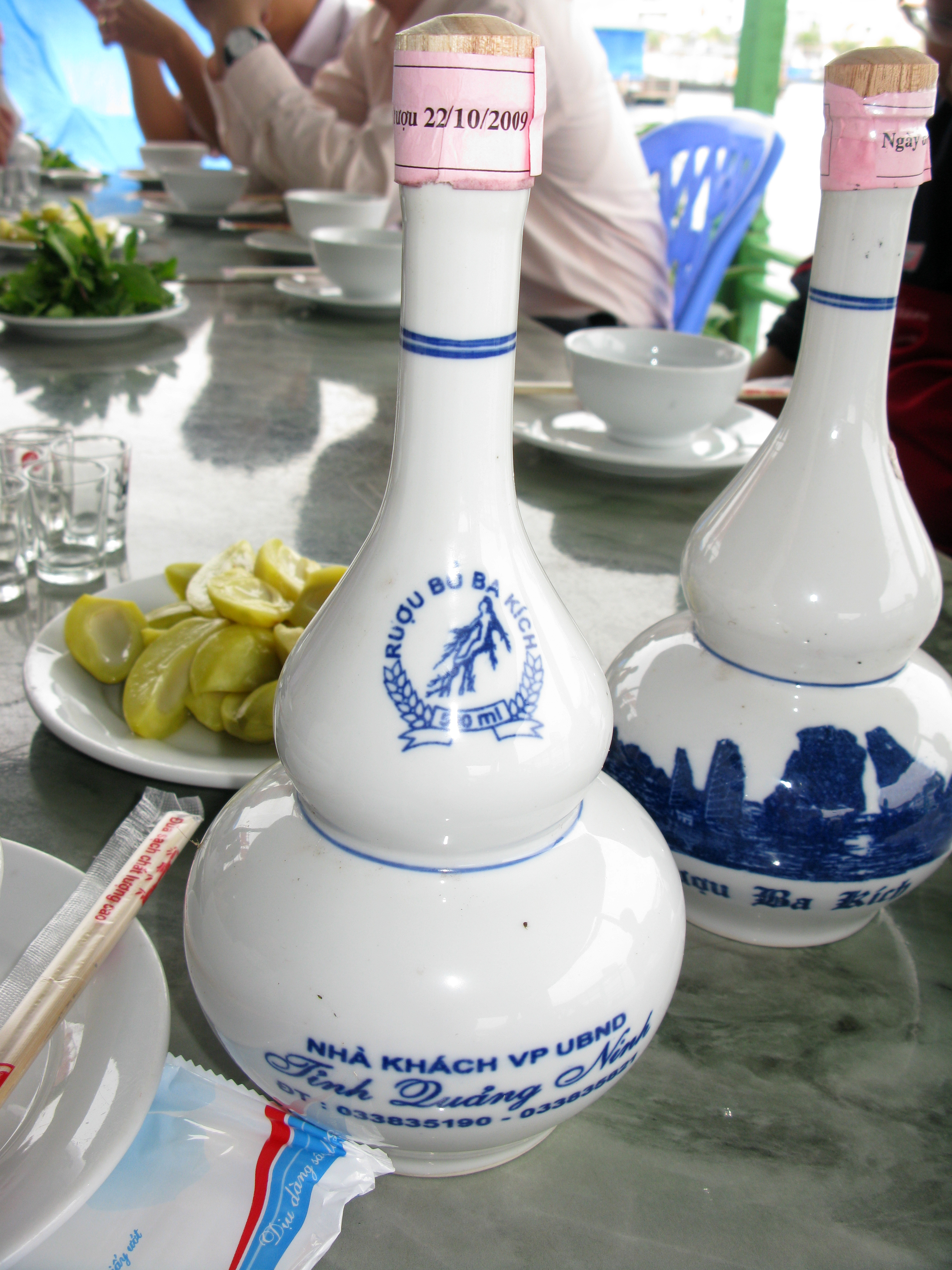
Licor Ba kich - Producto de Quang Ninh, Vietnam.

## Descripción
Son lianas; con las ramas rodeadas en la base por estípulas persistentes sin hojas, cuando son jóvenes, pilosas, convirtiéndose glabrescentes y escabrosas, en ángulo, marrón o azul. Hojas opuestas, pecíolo 4-11 mm; hoja parecida al papel al secarse, superficies de color marrón a marrón amarillento, brillante a mate adaxialmente, mate en el envés, ovado-oblongas, obovadas-oblongas, o elípticas, 6-13 × 3-6 cm. Inflorescencia terminal; pedúnculos 1-7 o 15-25, umbelda o fasciculada, 0,1-1 cm. Fruto drupáceo globoso a achatado, 5-11 mm de diámetro. Drupas completamente fusionadas, rojo, subglobosos, de 4-5 mm. Fl. mayo-julio, fr. oct-noviembre.

## Distribución y hábitat
Se encuentra en los bosques y matorrales dispersos o densas en las montañas, también se cultivan; a una altitud de 100-500 metros en Fujian, Guangdong, Guangxi y Hainan.

## Propiedades
La raíz de M. officinalis es utilizada en la Medicina tradicional china. 
Contiene los principios activos morindin y vitamina C. Sus raíces son ampliamente utilizadas en la medicina tradicional chinas para el tratamiento de la impotencia sexual, la espermatorrea, la menstruación irregular y la infertilidad femenina. Se han aislado muchos tipos de compuestos (glucósidos iridoides, antraquinonas, sacáridos, ácidos orgánicos, aceites volátiles y polisacáridos homogéneos) desde sus raíces y las actividades biológicas relevantes (analgésicos, antioxidantes, antibacterianos, anticancerígenos, antiinflamatorios y cardiovasculares) también fueron estudiados.

## Taxonomía
Morinda officinalis fue descrita por Foon-Chew How y publicado en Acta Phytotaxonomica Sinica 7(4): 326–327, pl. 64 & 65. 1958.
Etimología
Morinda: nombre genérico que deriva de las palabras de latín: morus = "morera", por los frutos, e inda, que significa "de la India"
officinalis: epíteto latíno que significa "planta medicinal de venta en herbarios"